# 股本
股本（英語：Share capital，又稱股份），指股票投資人用現金購買到的公司股東權益。在會計上，股本等於股票面額乘以股票發行總額。發行上市時，若股票每股價格高於面額，稱為溢價發行；反之，若低於面額，則稱折價發行。在法律上，各國通常以公司法來規範股本。

## 各國規定

### 中華人民共和國
中華人民共和國規定，股份有限公司的資本，應分割為每股面額相同的股份，這些股份可以分別作為普通股及特別股發行。每一張實體股票，上面記載的金額都相同，這個金額稱為股票面額。
股東投資公司時，投資的資本額中，相當於股票面額乘以股數的部份，稱為法定資本，也就是股本。超過面額的部份，稱為超面額股本，又稱資本公積。